# إيفان كراستيف
إيفان كراستيف (بالبلغارية: Иван Кръстев) هو عالم سياسة بلغاري، ولد في 1965 في Lukovit ‏ في بلغاريا.

## وصلات خارجية
- إيفان كراستيف على موقع IMDb (الإنجليزية)